# Brux
|  | Per a altres significats, vegeu «Christoph Brüx». |

Brux és un municipi francès al departament de la Viena (regió de Poitou-Charentes). L'any 2007 tenia 677 habitants.

## Demografia

### Població
El 2007 la població de fet de Brux era de 677 persones. Hi havia 292 famílies de les quals 88 eren unipersonals (44 homes vivint sols i 44 dones vivint soles), 108 parelles sense fills, 84 parelles amb fills i 12 famílies monoparentals amb fills.
La població ha evolucionat segons el següent gràfic:

### Habitatges
El 2007 hi havia 396 habitatges, 303 eren l'habitatge principal de la família, 55 eren segones residències i 38 estaven desocupats. 386 eren cases i 7 eren apartaments. Dels 303 habitatges principals, 258 estaven ocupats pels seus propietaris, 39 estaven llogats i ocupats pels llogaters i 6 estaven cedits a títol gratuït; 4 tenien una cambra, 18 en tenien dues, 42 en tenien tres, 80 en tenien quatre i 159 en tenien cinc o més. 236 habitatges disposaven pel capbaix d'una plaça de pàrquing. A 161 habitatges hi havia un automòbil i a 114 n'hi havia dos o més.

### Piràmide de població
La piràmide de població per edats i sexe el 2009 era:
| Homes | Edats   | Dones |
| ----- | ------- | ----- |
| 0     | 95 o +  | 4     |
| 0     | 90 a 94 | 0     |
| 8     | 85 a 89 | 4     |
| 12    | 80 a 84 | 16    |
| 24    | 75 a 79 | 28    |
| 20    | 70 a 74 | 8     |
| 36    | 65 a 69 | 24    |
| 8     | 60 a 64 | 28    |
| 12    | 55 a 59 | 4     |
| 40    | 50 a 54 | 28    |
| 20    | 45 a 49 | 20    |
| 24    | 40 a 44 | 32    |
| 16    | 35 a 39 | 16    |
| 20    | 30 a 34 | 12    |
| 16    | 25 a 29 | 28    |
| 24    | 20 a 24 | 8     |
| 24    | 15 a 19 | 12    |
| 16    | 10 a 14 | 16    |
| 8     | 5 a 9   | 4     |
| 20    | 0 a 4   | 28    |

## Economia
El 2007 la població en edat de treballar era de 402 persones, 258 eren actives i 144 eren inactives. De les 258 persones actives 235 estaven ocupades (132 homes i 103 dones) i 23 estaven aturades (15 homes i 8 dones). De les 144 persones inactives 56 estaven jubilades, 20 estaven estudiant i 68 estaven classificades com a «altres inactius».

### Ingressos
El 2009 a Brux hi havia 311 unitats fiscals que integraven 709 persones, la mediana anual d'ingressos fiscals per persona era de 14.137 €.

### Activitats econòmiques
Dels 26 establiments que hi havia el 2007, 1 era d'una empresa alimentària, 1 d'una empresa de fabricació d'altres productes industrials, 9 d'empreses de construcció, 5 d'empreses de comerç i reparació d'automòbils, 4 d'empreses d'hostatgeria i restauració, 1 d'una empresa d'informació i comunicació, 1 d'una empresa immobiliària, 3 d'empreses de serveis i 1 d'una entitat de l'administració pública.
Dels 11 establiments de servei als particulars que hi havia el 2009, 2 eren paletes, 2 guixaires pintors, 2 fusteries, 1 lampisteria, 2 electricistes, 1 restaurant i 1 agència immobiliària.
L'únic establiment comercial que hi havia el 2009 era una botiga de menys de 120 m².
L'any 2000 a Brux hi havia 30 explotacions agrícoles que ocupaven un total de 1.600 hectàrees.

## Equipaments sanitaris i escolars
El 2009 hi havia una escola elemental.

## Poblacions properes
El següent diagrama mostra les poblacions més properes.